# Lionel Lukin
Lionel Lukin (* 18. Mai 1742 in Little Dunmow, Essex; † 16. Februar 1834 in Hythe, Kent) war ein englischer Kutschenmacher und Erfinder des ersten patentierten unsinkbaren Rettungsbootes und Wegbereiter der Seenotrettung.

## Konstrukteur der ersten Rettungsboote
Lionel Lukin konstruierte ein nicht sinkbares Rettungsboot und ließ es 1785 patentieren. Es war auf der Grundlage einer norwegischen Yawl mit einem eisernen Kiel versehen und hatte vorn und achtern Luftkästen und mittschiffs eine wasserdichte Abteilung und die Bordwände hatten beiderseitig einen dicken Korkgürtel. Das Boot wurde einem Lotsen aus Ramsgate, der es nicht für Rettungseinsätze, sondern zum Schmuggel verwendete, anvertraut. Ein Jahr später baute Lukin ein englisches Strandfischerboot (Cobler) um, das der ersten Rettungsstation beim Bamburgh Castle zur Verfügung gestellt wurde. 1807 baute er für die Suffolk Human Society ein 12 m langes Segelrettungsboot aus dem sich dann eine ganze Serie populärer Rettungsboote entwickelte.

## Werk
- The Invention, Principles of Construction, and Uses of Unimmergible Boats: Stated in a Letter to His Royal Highness the Prince of Wales. Nicholl and Son 1806.[4]